# Blanquefort (Gironde)
Blanquefort   egy francia település Gironde megyében az Aquitania régióban. Lakosainak száma 16 786 fő (2022. január 1.).

## Földrajz

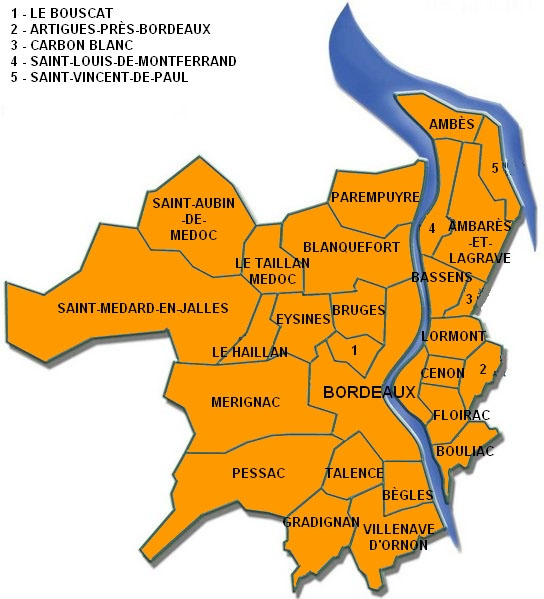
CUB

## Története
Már a bronzkorban létezett település ezen a helyen.

## Adminisztráció
Polgármesterek:
- 1988–2001 Louis Fournier
- 2001–2014 Vincent Feltesse
- 2014–2020 Véronique Ferreira

## Demográfia
| Lakosok száma | 4671 | 9972 | 12 843 | 14 944 | 15 297 | 15 425 | 15 833 | 15 419 | 15 276 | 16 786 |
|               | 1968 | 1982 | 1990   | 2006   | 2013   | 2015   | 2017   | 2019   | 2020   | 2022   |